# Мокеров, Владимир Григорьевич
Влади́мир Григо́рьевич Моке́ров (2 мая 1940 года — 23 сентября 2008 года) — советский и российский физик, доктор физико-математических наук (1982), профессор (1989), член-корреспондент АН СССР (1990), член-корреспондент РАН (1991).
Основатель и первый директор Института сверхвысокочастотной полупроводниковой электроники РАН, носящего теперь его имя. Создатель научной школы в области гетероструктурной СВЧ электроники.

## Биография
Владимир Григорьевич Мокеров родился 2 мая 1940 года в семье сельского учителя. Отец — Григорий Иванович Мокеров, мать — Мария Сергеевна Мокерова. В 1945 году семья поселяется в Ленинграде. В 1957 году окончил ленинградскую среднюю школу № 35. В 1958 году поступил на Физический факультет Ленинградского государственного университета. В 1963 году Владимир Григорьевич окончил ЛГУ и поступил на должность инженера в НИИ Молекулярной электроники МЭП СССР в г. Зеленограде. В 1967 году обнаруживает аномальные явления при фазовом переходе полупроводник-металл в плёнках окислов ванадия. В 1970 году защитил кандидатскую диссертацию по теме «Электрические и оптические свойства двуокиси ванадия при фазовом переходе полупроводник-полуметалл». С 1967 по 1988 год преподавал в Московском институте электронной техники (МИЭТ). В 1977 году возглавил отдел изучения эпитаксиальных структур НИИМЭ. В 1982 году защитил докторскую диссертацию по теме «Исследование окислов ванадия». В 1984 году в отделе Мокерова создан первый в СССР полевой транзистор на основе гетероструктуры GaAs/GaAlAs.
В середине 1980-х годов являлся главным технологом Министерства электронной промышленности СССР по операционному контролю технологии больших интегральных схем. Его работы в этот период внесли значительный вклад в повышение качества и уровня отечественного производства микросхем. В 1988 году перешёл на работу в Институт радиотехники и электроники АН СССР на должность руководителя Отдела Микро- и наноэлектроники. В 1989 году Мокерову В. Г. присвоено учёное звание профессора по специальности «Твердотельная электроника и микроэлектроника». Преподавал в Московском физико-техническом институте. В 1991 году переходит на преподавательскую работу в Московский институт радиотехники, электроники и автоматики (МИРЭА), возглавив кафедру «Полупроводниковых приборов». С 1991 года — заместитель директора ИРЭ РАН по научной работе. В 1994 году в Отделе Мокерова созданы первые российские транзисторные структуры с квантовой ямой InGaAs/GaAs
16 апреля 2002 года — вышло постановление Президиума РАН о создании Института сверхвысокочастотной полупроводниковой электроники Российской академии наук, директором которого был назначен Мокеров В. Г.. 26 февраля 2008 года в Национальном исследовательском ядерном университете «МИФИ» создана кафедра Физики наноразмерных гетероструктур и СВЧ наноэлектроники. Мокеров В. Г. был назначен заведующим кафедрой.
Являлся членом редколлегий журналов «Микроэлектроника», «Радиотехника и электроника» и «Микросистемная техника». Являлся действительным членом — академиком Академии электротехнических наук РФ и членом Международного института инженеров-электриков и электронщиков (IEEE, Нью-Йорк, США). Скончался в Москве 23 сентября 2008 года. Похоронен на Ваганьковском кладбище Москвы.
26 июля 2010 года был образован Фонд поддержки образования и науки имени члена-корреспондента РАН профессора В. Г. Мокерова, премирующий талантливых студентов и молодых ученых, работающих в области гетероструктурной СВЧ электроники именными стипендиями и грантами.
С мая 2010 года на базе НИЯУ МИФИ ежегодно проводятся Международные Научно-практические конференции по физике и технологии наногетероструктурной СВЧ электроники под названием «Мокеровские чтения».
Приказом ФАНО России от 24.01.2018 г. № 23 Федеральному государственному автономному научному учреждению Института сверхвысокочастотной полупроводниковой электроники Российской академии наук присвоено имя члена-корреспондента Российской академии наук Мокерова Владимира Григорьевича.

## Научные достижения
- В 2006 году впервые в России разработана и изготовлена монолитная интегральная схема трехкаскадного малошумящего усилителя на гетероструктурах AlGaAs/InGaAs/GaAs[14].
- В 2006—2008 году под руководством Мокерова в ИСВЧПЭ РАН начато освоение отечественной технологии изготовления транзисторов на широкозонной гетеросистеме AlGaN/GaN, увенчавшееся созданием транзисторов с 170 нм затвором, граничной частотой усиления по току 48 ГГц, по мощности — 100 ГГц и выходной мощностью более 4 Вт/мм[15].
- В 2008 году впервые в России разработаны и изготовлены высокотемпературные и радиационно-стойкие СВЧ транзисторы на гетероструктурах AlGaN/GaN с пробивным напряжением свыше 100 В., максимальной удельной мощностью не менее 4,5 Вт на один миллиметр длины затвора и предельной частотой усиления по мощности 110 ГГц, а также грибообразный затвор длиной 100 нм.
- Автор 350 научных работ и 12 изобретений[16].

## Награды
- 13 февраля 1986 года — награждён орденом «Дружбы народов».
- 16 марта 2000 года — лауреат Премии Правительства РФ в области науки и техники.
- 2001 год — награждён орденом Почета.

### Интервью
- «Наногетероструктурная электроника» // Газета «Промышленный еженедельник», № 16(17), стр.6, 2003
- «В России возможна своя твердотельная СВЧ-электроника» // Журнал «Электроника НТБ», № 8, 2003. ,
- «Вырастет отрасль?» // Газета «Поиск», № 16 (986), стр. 12, 2008.